# Epidendrum barbeyanum
Epidendrum barbeyanum Rchb.f., 1867, è una pianta della famiglia delle Orchidacee originaria dell'America centrale.

## Descrizione
È un'orchidea di piccole dimensioni con crescita epifita su alberi della foresta tropicale, in regioni stagionalmente secche. E. barbeyanum ha corti steli che portano mediamente 6 - 7 foglie amplessicauli, alternate, conduplicate, di forma oblungo-ellittica, asimmetricamente bilobate all'apice.
La fioritura avviene normalmente in primavera, mediante un'infiorescenza terminale, breve, che si origina dall'apice dello stelo maturo e porta da 5 a 10 fiori che si aprono simultaneamente. I fiori sono grandi mediamente 5 centimetri, con petali e sepali lanceolati ad apice acuto, di colore verde come il labello imbutiforme bilobato.

## Distribuzione e habitat
La specie è originaria dell'ecozona neotropicale, in particolare di Costa Rica, Panama e Nicaragua.
Cresce epifita sugli alberi della foresta tropicale, stagionalmente secca, da 500 a 1850 metri di quota.

## Coltivazione
Questa pianta necessita in coltivazione di esposizione all'ombra, nonché di temperature calde durante tutto l'anno; nel periodo della fioritura è consigliabile irrigare.